# Panilla xylonea
Panilla xylonea là một loài bướm đêm trong họ Erebidae.